# 이희두
이희두(李熙斗, 1869년 음력 6월 8일 ~ 1925년 양력 6월 21일)는 대한제국과 일제강점기의 군인이다.

## 생애
1895년 일본으로 유학하여 일본육군사관학교와 육군 도야마 학교에서 수학했다. 1896년 일본 정부로부터 훈6등 서보장을 받고 귀국한 뒤 대한제국의 무관학교 교관으로 근무했다.
1901년 훈4등 서보장, 1902년 훈4등 욱일장을 서훈 받는 등 일본 군부와 가까이 지냈으며, 1904년 육군연성학교 교장, 1908년 대한제국 육군무관학교 교장에 임명되었다.
1906년 대동구락부, 1907년 일진회에 가담하였고, 일진회 충주 지부장을 지내면서 자위단을 조직하는 등 의병 항쟁 탄압과 한일 합병 조약 체결 논리 확산 등에 적극 나섰다. 러일 전쟁 때 한성부에 입성한 일본군을 도운 공적을 인정받아 1908년 훈2등 서보장을 받았다. 1920년 일본 제국 육군의 소장으로 승진했고, 그 해 훈2등 욱일중광장을 수여 받았다.

## 사후
- 2008년 민족문제연구소에서 친일인명사전에 수록하기 위해 정리한 친일인명사전 수록예정자 명단 중 군 부문에 포함되었다. 2006년 발표된 친일반민족행위 106인 명단에도 들어 있다.

## 같이 보기
- 일본육군사관학교
- 일진회

## 참고 자료
- 친일반민족행위진상규명위원회 (2006년 12월). 〈이희두〉 (PDF). 《2006년도 조사보고서 II - 친일반민족행위결정이유서》. 서울. 520~526쪽쪽. 발간등록번호 11-1560010-0000002-10. [깨진 링크(과거 내용 찾기)]